# جواد صيداوي
أبو حيان، جواد صيداوي (1932 - 2018) من مواليد مدينة النبطية، أديب وكاتب وروائي لبناني، وأول من نال إجازة في الأدب العربي في مدينته في العام 1955 ميلادي. فارق الحياة يوم السبت 3 مارس 2018 بباريس.

## نشأته وعمله
تلقى علومه الأولى في النبطية، والتحق بدار المعلّمين الابتدائي ودار المعلّمين العليا، تخرج في الدفعات الأولى من معهد المعلمين العالي أستاذاً ثانوياً. علّم في مختلف المراحل الدراسيّة ومارس التعليم الثانوي حيث كانت له اليد الطولى في السعي إلى تأسيس أول ثانوية رسمية في النبطية التي تولى إدارتها. أُرسل من قبل الدولة اللبنانية إلى تونس مبعوثاً رسمياً مع مجموعة من أساتذة التعليم الثانوي في مهمة تعريب التعليم بعد غلبة اللغة الفرنسية هناك لعقود طويلة.
في العام 1955 نال إجازة في الأدب العربي، وتابع دراساته العليا فنال دبلوماً في التربية وآخر في التخطيط التربوي في العام 1958، واصل الدراسات العليا في السوربون إلا أنه لم يتقدم لمناقشة بحثه في الدكتوراه.
تأثّر بالأدب الفرنسي، وانتسب للحزب الشيوعي اللبناني، إلا أنه لم يتبوأّأ مناصب قيادية فيه. في بداية الحرب الأهلية اللبنانية سافر إلى باريس وعمل هناك بالسفارة السعودية مسؤولاً عن قسم الصحافة والإعلام. عاد إلى لبنان في العام 1988 وتفرّغ للكتابة الروائية والأدبية.
كتب الشعر الحرّ والقصص القصيرة ونشرها في العديد من الصحف والمجلات المحلية والعربية، إلا أن شعره لم يُجمع في ديوان.

## مؤلفاته
له ما يربو على 13 رواية، بالإضافة إلى ترجمات وكتب أخرى:

### رواياته المنشورة
- (البحث عن بداية) - هي أول مجموعة قصصية ينشرها عام 1984 - وأعاد طباعتها عام 1990 - دار الجديد.
- (سقف المدينة) - رواية- 1988 - دار الفارابي.
- (العودة على متن الرحيل) - 1996 - دار الجديد
- (أجنحة التيه - الوكر) - سيرته الذاتية بأسلوب روائي - 1993 - دار الآداب.
- (أجنحة التيه - الإقلاع) - رواية -1994 - دار الآداب.
- (أجنحة التيه - تونس) - رواية - 1994 - دار الآداب.
- (جمانة) - رواية - 1996 - دار الجديد.
- (مطاردة) - رواية - دار الفارابي - 1997
- (أسنان المشط) - رواية - 2001 - دار الفارابي
- (فساتين هندومة) - رواية دار الفارابي - 2004
- (صرنا على الليسته) - رواية - 2002 - دار الفارابي
- (ثمالة حب) - 2006 - رواية - دار الفارابي - 2006
- (أروقة الذاكرة) - تحت الطبع

ترجمت رواياته أجنحة التيه إلى الفرنسية والإنكليزية.

### الترجمات
- الخيميائي - رواية لباولو كويليو - ترجمها جواد صيداوي للعربية - شركة المطبوعات للتوزيع والنشر - 2008.
- الشيطان والآنسة بريم - رواية لپاولو كويليو - ترجمها جواد صيداوي للعربية - شركة المطبوعات للتوزيع والنشر - 2001.
- تبحرين اختطاف الرهبان - رواية لمحمد بلحي - ترجمها جواد صيداوي - دار الفارابي - 2002

### كتب أخرى
- (الطغاة في التاريخ) - دراسة تاريخية - 1997 - دار الجديد.
- (ليلى المعنى) - حوار مع الشاعر صلاح ستيتية - 1990 - دار الفارابي.
- جعفر محسن الامين، سيرة وعامليات - تقديم - دار الفارابي - 2004.
- الأمثال العامية في جبل عامل - تأليف جعفر محسن الأمين - تقديم جواد صيدواي.

## البرامج
- بدأ بتقديم برنامج (لغة الحياة) على صوت الشعب منذ العام 1989 واستمر لأكثر من عشر سنوات.
- عام 1949 اختاره معلّمه فؤاد أفرام البستاني مع زميل له لمحاورته في إذاعة «الشرق الأدنى».
- كانت له برامج أواخر الخمسينيات في إذاعة تونس حين زارها ضمن بعثة لتعريب التعليم هناك.
- عام 1960 قدم برنامجاً أسبوعياً في إذاعة لبنان عنوانه «ذكريات مدرسية».

## التكريمات
- كرّمه المجلس الثقافي للبنان الجنوبي من ضمن نشاطاته في العام 2006.

## ما كتب عنه في الصحافة
- مقال بعنوان: جواد صيداوي في "صرنا على الليستة" - الموت يدق الباب.[3]
- مقال بعنوان : جواد صيداوي، ابن النبطيّة يواصل رحلته على «أجنحة التيه»[4]